# Hanford
Hanford je město v USA, v němž žije přes padesát tisíc obyvatel. Je správním centrem okresu Kings County ve státě Kalifornie.
Původními obyvateli byli domorodí Jokuti, v roce 1877 zde vznikla železniční stanice na trati Southern Pacific Railroad, pojmenovaná podle manažera železniční společnosti Jamese Madisona Hanforda. V květnu 1880 došlo ke konfliktu o pozemky mezi místními usedlíky a železniční společností, známému jako Mussel Slough Tragedy, který si vyžádal sedm mrtvých. V roce 1891 byl Hanford povýšen na město a o dva roky později se stal sídlem okresu. Usadila se zde početná komunita asijských přistěhovalců, chráněnou památkou je taoistická svatyně z roku 1893. Město má divadlo, Carnegieho muzeum a galerii japonského umění, sídlí zde orchestr Kings Symphony Orchestra.
Město leží v zemědělské oblasti San Joaquin Valley, nachází se zde velká konzervárna firmy Del Monte. Byla zde ropná rafinerie (uzavřena 1987) a továrna na pneumatiky Pirelli (uzavřena 2001), podle statistiky státu Kalifornie z roku 2012 pracuje většina hanfordských obyvatel v terciárním sektoru.
William Saroyan napsal povídku Cesta do Hanfordu.

## Partnerská města
- Setana (Japonsko)